# Borocotó
Ricardo Lorenzo Rodríguez, meglio noto con lo pseudonimo Borocotó (Montevideo, 2 gennaio 1902 – Buenos Aires, 19 giugno 1964), è stato un giornalista, scrittore e sceneggiatore uruguaiano.

## Biografia
Nato a Montevideo, si trasferì a Buenos Aires, ove iniziò a lavorare scrivendo per la Editorial Atlántida. Tramite la casa editrice si legò alla rivista sportiva El Gráfico, molto diffusa in tutto il continente in quegli anni. Nel periodico argentino si occupava dell'ultima pagina, in cui scriveva in una rubrica chiamata Apiladas, con cui esperì un particolare successo tra i lettori. Fu il creatore del termine La Máquina, usato per definire la formazione del Club Atlético River Plate il 12 giugno 1942, che in seguito rimase nota proprio con tale soprannome. Oltre a lavorare da giornalista della carta stampata, Borocotó fu co-conduttore di diverse trasmissioni radiofoniche e televisive. Il 17 ottobre 1948 fondò anche una società calcistica, il Sacachispas Fútbol Club. Nello stesso anno aveva scritto la prima sceneggiatura, Pelota de trapo, che divenne un film di discreto successo. Nel 1963 scrisse la sua ultima opera, la sceneggiatura di Pelota de cuero, prima di morire il 19 giugno dell'anno successivo.

## Opere

### Sceneggiatore
- Pelota de cuero, Historia de una pasión (1963)
- Sacachispas (1950)
- Bólidos de acero (1950)
- Con los mismos colores (1949)
- Su última pelea (1949)
- Pelota de trapo (1948)